# برانکو کوبالا
برانکو کوبالا (انگلیسی: Branko Kubala; ۱۰ ژانویهٔ ۱۹۴۹ – ۲۵ فوریهٔ ۲۰۱۸) بازیکن فوتبال اهل چکسلواکی بود.
از باشگاه‌هایی که در آن بازی کرده‌است می‌توان به باشگاه فوتبال اسپانیول، باشگاه فوتبال رئال بتیس، باشگاه فوتبال سابادل، و باشگاه فوتبال مالاگا اشاره کرد.